# Gan Le'ummi Tel Qedesh
Gan Le'ummi Tel Qedesh (hebreiska: גן לאמי תל קדש) är en nationalpark i Israel. Den ligger i distriktet Norra distriktet, i den norra delen av landet.